# Historical Society of Pennsylvania
La Historical Society of Pennsylvania è una società storica con sede a Filadelfia, in Pennsylvania. Fondata nel 1824, raccoglie milioni di oggetti storici, monografie accademiche, cronache di famiglia, mappe, stampe e oggetti antichi e il suo archivio è uno dei più grandi e completi sulla storia dello stato.

## Attività
Costituita nel 1824, la società ospita circa 600.000 articoli stampati e oltre 20 milioni di manoscritti e articoli grafici, raccolte e documenti storici sulla Pennsylvania a partire dal XVII secolo. L'archivio storico comprende libri e opuscoli, tra cui volumi in edizione limitata e fuori stampa, opere di consultazione, monografie accademiche, periodici e giornali; manoscritti tra cui lettere, diari, libri contabili, atti, verbali, documenti privati e documenti storici di aziende e imprese; opere d'arte tra cui acquerelli, disegni architettonici, fotografie, mappe e poster; riproduzioni in microfilm di giornali, genealogie, manoscritti e altri materiali.  Collabora inoltre con il Balch Institute for Ethnic Studies e con la Genealogical Society of Pennsylvania.

## Sede
La sede principale è a Filadelfia, in Locust Street 1300. L'edificio originario, acquisito nel 1881, era di proprietà di Robert Patterson, generale della guerra messico-statunitense e venne demolito tra il 1905 e il 1909. La nuova costruzione, totalmente ignifuga, venne inaugurata nel 1910, e fa parte dell'elenco dei palazzi storici di Filadelfia.

## Pubblicazioni
La società pubblica diverse riviste, tra cui Sidelights, newsletter semestrale, Pennsylvania Legacies, rivista semestrale di storia illustrata e, dal 1877, la rivista accademica Pennsylvania Magazine of History and Biography disponibile presso la biblioteca digitale della Pennsylvania State University (per i numeri dal 1877 al 2003) e su JSTOR (per i numeri dal 1877 al 2003).